# العلاقات البليزية الميكرونيسية
العلاقات البليزية الميكرونيسية هي العلاقات الثنائية التي تجمع بين بليز وولايات ميكرونيسيا المتحدة.

## مقارنة بين البلدين
هذه مقارنة عامة ومرجعية للدولتين:
| وجه المقارنة                                              | بليز         | ولايات ميكرونيسيا المتحدة |
| --------------------------------------------------------- | ------------ | ------------------------- |
| المساحة (كم2)                                             | 22.97 ألف    | 702                       |
| عدد السكان (نسمة)                                         | 374.68 ألف   | 105.54 ألف                |
| الكثافة السكانية (ن./كم²)                                 | 16.31        | 15.03 ألف                 |
| العاصمة                                                   | بلموبان      | باليكير                   |
| اللغة الرسمية                                             | لغة إنجليزية | لغة إنجليزية              |
| العملة                                                    | دولار بليزي  | دولار أمريكي              |
| الناتج المحلي الإجمالي (بليون دولار)                      | 1.84 مليار   | 336.43 مليون              |
| الناتج المحلي الإجمالي (تعادل القوة الشرائية) بليون دولار | 3.05 مليار   | 365.27 مليون              |
| الناتج المحلي الإجمالي الاسمي للفرد دولار أمريكي          | 4.88 ألف     | 3.02 ألف                  |
| الناتج المحلي الإجمالي للفرد دولار أمريكي                 | 8.42 ألف     |                           |
| مؤشر التنمية البشرية                                      | 0.715        | 0.640                     |
| رمز المكالمات الدولي                                      | +501         | +691                      |
| رمز الإنترنت                                              | .bz          | .fm                       |
| المنطقة الزمنية                                           | 00           |                           |

## منظمات دولية مشتركة
يشترك البلدان في عضوية مجموعة من المنظمات الدولية، منها:
| علم المنظمة | اسم المنظمة                                 | تاريخ انضمام بليز | تاريخ انضمام ولايات ميكرونيسيا المتحدة |
| ----------- | ------------------------------------------- | ----------------- | -------------------------------------- |
|             | مؤسسة التنمية الدولية                       | 19 مارس 1982      | 24 يونيو 1993                          |
|             | يونسكو                                      | 10 مايو 1982      | 19 أكتوبر 1999                         |
|             | وكالة ضمان الاستثمار متعدد الأطراف          | 29 يونيو 1992     | 11 أغسطس 1993                          |
|             | الأمم المتحدة                               | 25 سبتمبر 1981    | 17 سبتمبر 1991                         |
|             | مجموعة دول أفريقيا والكاريبي والمحيط الهادئ | ?                 | ?                                      |
|             | البنك الدولي للإنشاء والتعمير               | 19 مارس 1982      | 24 يونيو 1993                          |
|             | الاتحاد الدولي للاتصالات                    | 16 ديسمبر 1981    | 18 مارس 1993                           |
|             | منظمة حظر الأسلحة الكيميائية                | ?                 | ?                                      |
|             | مؤسسة التمويل الدولية                       | 19 مارس 1982      | 24 يونيو 1993                          |
|             | تحالف الدول الجزرية الصغيرة                 | ?                 | ?                                      |

## وصلات خارجية
- موقع وزارة الخارجية البليزية